# Gazet van Antwerpen
Pour les articles homonymes, voir GVA.
La Gazet van Antwerpen (GVA) est un quotidien belge en néerlandais. Il comporte trois éditions - Anvers, Campine, et Malines-Pays de Waes - diffusées par Concentra Media, groupe de presse de la famille Baert. Contrairement à ce que son nom pourrait laisser supposer, le journal connaît une diffusion supra-régionale et il est lu dans la Flandre entière. Le quotidien est diffusé en moyenne à 135 000 exemplaires.

## Histoire
La Gazet van Antwerpen est parue pour la première fois le 3 novembre 1891 à l'initiative de Jan Baptist Napolitaan Van Os, son premier rédacteur en chef. Le premier numéro, imprimé à 8 000 exemplaires, comptait quatre pages et ne coûtait que deux centimes belges.
En 1893, la SA De Vlijt, qui a édité le journal, est créée. Ensuite la SA De Vlijt a créé en 1996 le Regionale Uitgevers Groep (RUG) avec la SA Concentra, éditrice du Belang van Limburg.
En août 2004, Luc Rademakers est devenu le nouveau rédacteur en chef du journal à la suite du licenciement de Luc Van Loon. Il était auparavant le rédacteur en chef de l'édition néerlandophone du journal gratuit Metro. En 2004, il est le premier journal belge classique à paraître au format tabloïd. Il évolue jusqu'à devenir le journal régional de référence avec beaucoup d'attention pour les thèmes sociaux.
Selon les critiques, le style rédactionnel de la Gazet van Antwerpen a subi depuis le début du XXIe siècle un revirement où, très rapidement, le quotidien catholique qu'il était est devenu un journal de tendance agnostique inspiré par la vision de la société de mai 68. Selon certains, ce changement s'explique en partie par l'influence que Steve Stevaert et Ernest Bujok y exercent via Concentra Media.
En 2007, Luc Rademakers a été à la fois rédacteur en chef de la Gazet van Antwerpen et du Belang van Limburg. Son successeur à la Gazet van Antwerpen est Pascal Kerkhove : il était précédemment le responsable de la rédaction des sports et a commencé sa carrière journalistique au Morgen.
Selon le CIM (Centre d'information sur les médias), le lectorat de la Gazet van Antwerpen a augmenté vivement ces dernières années. Les ventes elles-mêmes suivent la tendance du marché flamand de la presse.

## Liste des rédacteurs en chef
- Jan Baptist Napolitaan Van Os (1891 - 1893),
- Jan van Kerckhoven (1893 - 1899)
- Frans Goris (1899 - 1938)
- Louis Kiebooms (1938 - 1949)
- Louis Meerts (1949 - 1985)
- Lou de Clerck (1985 - 1991)
- Jos Huypens (1991 - 1996)
- Luc Van Loon (1996 - 2004)
- Luc Rademakers (2004 - 2007)
- Pascal Kerkhove (2007 - )

## Sources
- (nl) Cet article est partiellement ou en totalité issu de l’article de Wikipédia en néerlandais intitulé « Gazet van Antwerpen » (voir la liste des auteurs).